# Ванеса Ојданић
Ванеса Ојданић (рођена као Весна Ојданић) (Београд, 3. јул 1958) српска је епизодна глумица и порно глумица. Поред глуме у српској кинематографији, осамдесетих година је снимила неколико порно филмова у Грчкој, под псеудонимима: Ванеса Данић, Ванеса Озданић, Ванеса Дамигу.

## Филмографија
| Год.       | Назив                     | Улога                                 |
| ---------- | ------------------------- | ------------------------------------- |
| 1980.-те   |                           |                                       |
| 1983.      | Камионџије 2 (серија)     | Медицинска сестра                     |
| 1983.      | Још овај пут              | Лођина пријатељица                    |
| 1983.      | Задах тела (серија)       |                                       |
| 1983.      | Балкан експрес            |                                       |
| 1983.      | Хало такси                |                                       |
| 1983.      | Иди ми, дођи ми           | девојка са каранфилом                 |
| 1983.      | Шећерна водица            |                                       |
| 1984.      | Пази шта радиш            | собарица                              |
| 1984.      | Шта је с тобом, Нина      | жена са лепом блузом                  |
| 1984.      | Крај рата                 | Жена пред чијом кућом је убијен Хаско |
| 1985.      | У затвору                 |                                       |
| 1985.      | Индијско огледало         | Тодорка                               |
| 1985.      | Ћао инспекторе            |                                       |
| 1985.      | Тајванска канаста         | Девојка са аеродрома                  |
| 1985.      | Томбола                   |                                       |
| 1987.      | Луталица                  | Жена за столом                        |
| 1988.      | Шпијун на штиклама        | Водитељка                             |
| 1988.      | Доме слатки доме (серија) |                                       |
| 1987-1988. | Бољи живот (серија)       | Мајковићева секретарица               |
| 1989.      | Балкан експрес 2 (серија) |                                       |
| 1989.      | Чудна ноћ                 |                                       |
| 1990.-те   |                           |                                       |
| 1990-1991. | Бољи живот 2 (серија)     | Мајковићева секретарица               |
| 1992.      | Жикина женидба            | Туђманка                              |
| 1993.      | Срећни људи (серија)      | Чворовићева секретарица               |
| 1996.      | Срећни људи 2 (серија)    | Чистачица                             |
| 1998.      | Породично благо (серија)  | Кандидаткиња за келнерицу             |

## Порнографски филмови[3]
| Година | Назив филма                      |
| ------ | -------------------------------- |
| 1982.  | Еротични патос                   |
| 1983.  | Похотне перверзије               |
| 1983.  | Моји пољупци                     |
| 1984.  | Ellada, i hora tis tsontas       |
| 1984.  | Задовољство са Аигиом            |
| 1984.  | У Атини данас...све је очигледно |